# Champniers, Charente
Champniers är en kommun i departementet Charente i regionen Nouvelle-Aquitaine i västra Frankrike. Kommunen ligger  i kantonen Gond-Pontouvre som ligger i arrondissementet Angoulême. År 2022 hade Champniers 5 237 invånare.

## Befolkningsutveckling
Antalet invånare i kommunen Champniers
Referens:INSEE